# Blue Army
Blue Army er navnet på en uofficiel hooligangruppe der støtter superligaholdet Lyngby BK i Kongens Lyngby. Gruppen kaldes også Lyngbys Fineste eller Lyngbys Finest. Gruppen tæller omkring 70-100 fuldgyldige medlemmer samt en række hangarounds. Gruppen dyrker den engelske casualskultur der bygger på dyrt engelsk modetøj som Fred Perry, Henri Lloyd, Stone Island og Burberry. Gruppen er kendt for at være særdeles ekstreme og en af Danmarks voldeligeste hooligangrupper.

## Aktiviteter

### Danmarks største sag om hooliganvold[1]
Den 29. september 2007 stod Blue Army bag planlægningen af hvad der endte med at blive til den hidtil største sag om fodboldvold i Danmark. 
Forud for superligakampen mellem FCK og Lyngby BK havde Blue Army-fans ligget på lur omkring Svane Pub ved Svanemøllen Station som er et kendt tilholdssted for FCK-fans. Pludselig angriber Blue Army-fans, men Politiet havde fået tip og greb derfor hurtigt ind. Slagsmålet varede i 20 sekunder hvorefter 31 Lyngby-fans og 10 FCK-fans blev anholdt. 22 Lyngby-fans blev sigtet for grov vold imens FCK-fansene blev tildelt en administrativ bøde. Alle Lyngby fans blev senere frikendt i Byretten pga. manglende beviser. Sidenhen blev samtlige 22 fans dømt ved Østre Landsret for overtrædelse af paragraf 134a, som benyttes ved grovere uroligheder og gadeoptøjer. 

### Relation til Hells Angels
I marts 2009 kom det på baggrund af ny banderapport fra Rigspolitiet frem at personer fra AK81 i Lyngby og Blue Army var blevet observeret sammen til fester. Politiet teori er, at Hells Angels og AK81 har skabt en relation til Blue Army med henblik på at rekruttere nye medlemmer til AK81.